# 헤이 피트리
헤이 피트리(영어: Hay Petrie, 1895년 7월 16일 ~ 1948년 7월 30일)는 영국 스코틀랜드의 배우이다.
던디에서 태어났으며 런던에서 사망하였다.

## 영화
- 몰락한 우상 (1948년)
- 분홍신 (1948년)
- 캔터베리 이야기 (1944년) - 우드콕 역
- 원 오브 아워 에어크래프트 이즈 미싱 (1942년)
- 콘트러밴드 (1940년)
- 21일 (1940년)
- 바그다드의 도둑 (1940년)
- 스파이 인 블랙 (1939년)
- 사라진 비행사들 (1939년)
- 자메이카 여인숙 (1939년)
- 사랑에 빠진 스파이 (1937년)
- 유령은 서쪽으로 간다 (1935년)